# اسکای‌لاین
اسکای‌لاین (انگلیسی: Skylink) شرکت مخابرات در اسلواکی است، که در سال ۲۰۰۷ تأسیس شد.